# Kanchrapara
Kanchrapara est une ville et une municipalité du district de North 24 Parganas, dans l'État indien du Bengale-Occidental. Elle fait partie de la zone couverte par la Kolkata Metropolitan Development Authority (KMDA),. 

## Géographie
Kanchrapara est délimité par Kalyani et Gayespur (en) dans le district de Nadia au nord, Jayanpur, Palladaha (en), Kampa, Srotribati, Chandua et Jetia (en) à l'est et Halisahar (en) au sud et à l'ouest,.  

## Histoire
La région est géographiquement riche en marécages, lacs fluviaux naturels, basses terres, plans d'eau et villages clairsemés, entourés d'une jungle dense infestée d'animaux sauvages de toutes sortes. Cependant, autour de cette zone, se développent plusieurs dizaines de villages plus ou moins prospères. La région connait un développement à partir de 1862, avec la construction de la ligne de chemin de fer à voie large Sealdaha Kusthia, jusqu'en 1863, avec la construction d'un atelier de locomotives et d'une gare de 132 000 m2 à l'extrémité nord de Bijpur, entreprise par la Eastern Bengal State Railway. En 1914, un atelier de wagons est ajouté. Par la suite, un projet de canton ferroviaire est établi à l'est et au sud-ouest des ateliers, doté de nombreuses infrastructures. L'augmentation démographique qui en résulte entraîne la construction de huttes et de bâtiments en pucca, nécessitant l'extension des infrastructures municipales au-delà de la zone ferroviaire. La municipalité de Kanchrapara est ainsi créée à partir de la municipalité de Halisahar en 1917, à l'initiative de M. Harnett, alors directeur de l'atelier ferroviaire de Kanchrapara. Cette ville doit son nom à la gare de Bijpur, qui portait alors le nom du village de Kanchanpalli, ou Kanchrapara. Elle était prospère économiquement et culturellement, étant le siège de nombreux piliers de la littérature baishnab et de la littérature bengali ancienne.

## Personnalité
- Bibhutibhushan Bandopadhyay (1894-1950), écrivain, y est né ;
- Ishwar Chandra Gupta (1812-1859), poète et écrivain, y est né.